# Dağal
Dağal ist eine Kleinstadt im Landkreis Baklan der türkischen Provinz Denizli. Dağal liegt etwa 66 km nordöstlich der Provinzhauptstadt Denizli und 4 km nördlich von Baklan. Dağal hatte laut der letzten Volkszählung 997 Einwohner (Stand Ende Dezember 2010).